# Grosse Pointe Shores
Pour les articles homonymes, voir Shores.
Cet article concerne la ville de Grosse Pointe Shores. Pour les communautés voisines homonymes, voir Grosse Pointe.
Grosse Pointe Shores est un village situé dans l’État américain du Michigan, dans les comtés de Wayne et de Macomb. Selon le recensement de 2000, sa population est de 2 823 habitants. Elle est l'une des villes les plus riches du Michigan.[réf. nécessaire]